# Дино Бађо
Дино Бађо (итал. Dino Baggio; 24. јул 1971, Кампосампјеро) бивши је италијански фудбалер, који је играо на позицији везног играча.

## Каријера
Играо је за млађе категорије Торина. Професионалну фудбалску каријеру је започео 1990. године у истоименом клубу, у коме је провео једну сезону, играјући на 25 првенствених мечева. За то време освојио је титулу у Митропа купу.
Касније је играо за Интер и Јувентус, у периоду од 1991. до 1994. Током ових година, на листу трофеја додао је титулу освајача Купа УЕФА.
Године 1994. прешао је у Парму. За тим из Парме играо је наредних шест сезона. Већину времена је био стандардни првотимац и освојио је трофеј италијанског купа, суперкупа и био освајач Купа УЕФА (два пута). Од 2000. до 2006. бранио је боје Лација, енглеског Блекберн роверса, Анконе и Трстине. 
Иако имају исто презиме, није у сродству са бившим италијанским фудбалером и саиграчем Робертом Бађом.

## Репрезентација
У периоду од 1990. до 1992. године, играо је за омладинску репрезентацију Италије. Играо је на 18 званичних утакмица, постигао је 1 гол.
Као део олимпијске репрезентације био је учесник фудбалског турнира на Олимпијским играма 1992. у Барселони.
Године 1991. године дебитовао је на званичним утакмицама за сениорску репрезентацију Италије. Одиграо је 60 утакмица за репрезентацију и постигао 7 голова. Као део националног тима учествовао је на више великих такмичења, прво на Светском првенству 1994. у Сједињеним Државама, где је са тимом освојио сребро, Европско првенство 1996. у Енглеској и на Светском првенству 1998. у Француској.

## Успеси

### Клуб
Торино
- Серија Б: 1989/90.
- Митропа куп: 1991.

Јувентус
- Куп УЕФА: 1992/93.

Парма
- Куп Италије: 1998/99.
- Суперкуп Италије: 1999.
- Куп УЕФА: 1994/95, 1998/99.

### Репрезентација
Италија до 21
- Европско првенство до 21 године: 1992.

Италија
- Светско првенство: финале 1994.